# Consulado do Mar

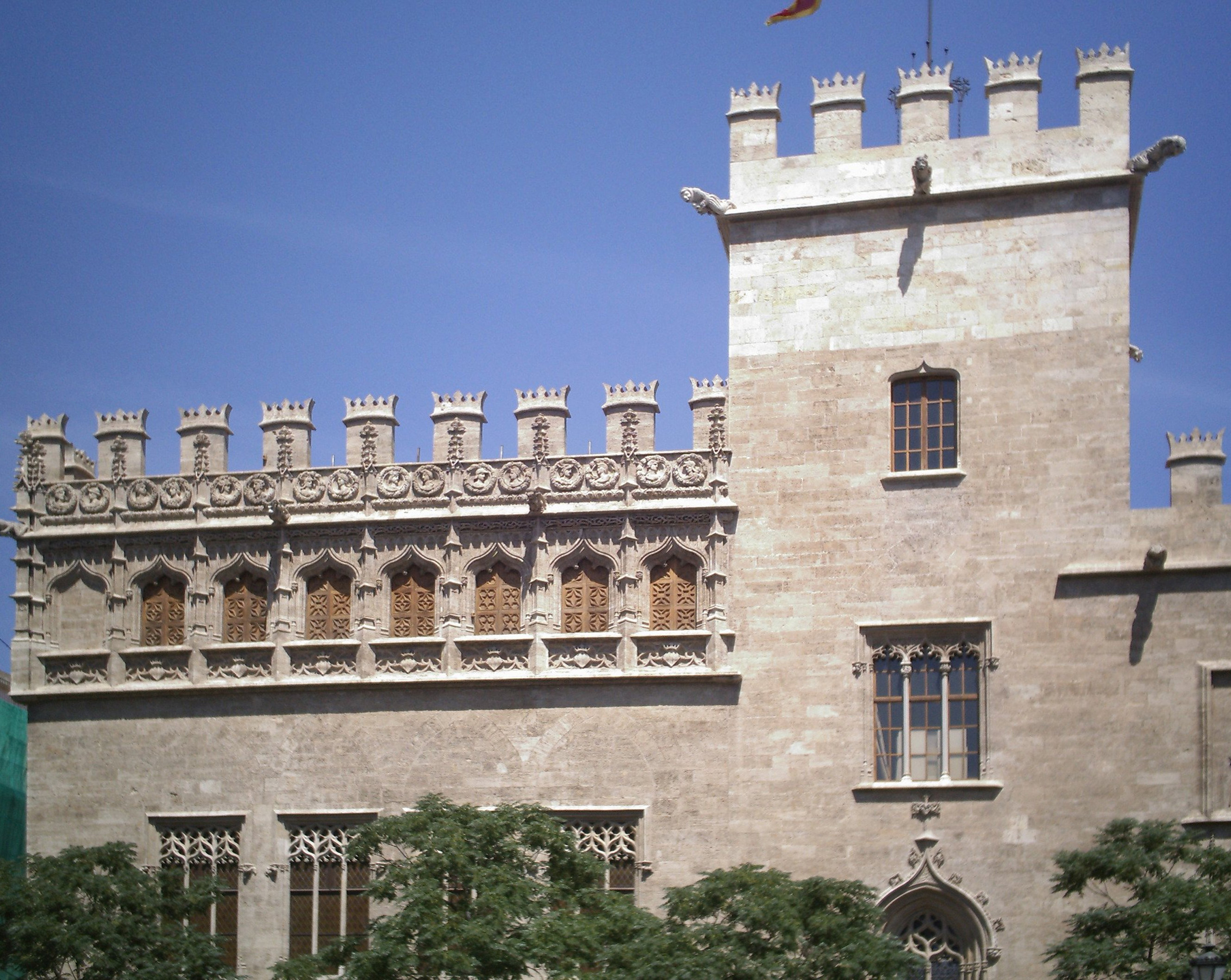
Llotja de la Seda, em Valência, sede de Consulado do Mar desde 1498.

O Consulado do Mar era uma instituição jurídico-mercantil medieval formada por um Prior e vários Cônsules cuja jurisdição era similar aos atuais tribunais mercantis. A origem da instituição é mediterrânica, tendo sido o primeiro o de Trani (Itália), de 1063, estendendo-se a instituição depressa a Pisa, Messina, Chipre, Constantinopla, Veneza, Montpellier, Valência (1283), Maiorca (1343), Barcelona (1347), Perpignan e Malta (século XVII). Atualmente, existe um "Consulado do mar de Barcelona" que é parte da Câmara de Comércio de Barcelona, cuja missão é arbitrar em conflitos de caráter mercantil:
| “ | Artigo 1. O Consulado do Mar Nas controvérsias e desavenças de caráter mercantil surgidas entre empresários, a Câmara Oficial de Comércio, Indústria e Navegação de Barcelona exerce as funções arbitrais e de sistemas alternativos de resolução de conflitos por meio do Consulado do Mar. | ” |

Não deve ser confundido o "Consulado do mar" como instituição com a recopilação de normas, usos e costumes do comércio marítimo conhecida como Libre del Consolat de Mar .

## Antecedentes

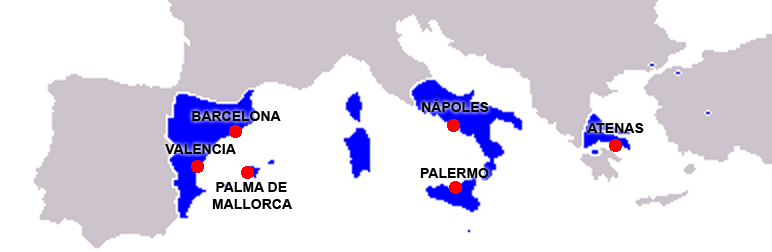
Domínios e portos principais aragoneses no Mediterrâneo por volta do século 13

A secular tradição comercial e marítima dos reinos costeiros da Coroa de Aragão impulsionou uma expansão pelo Mediterrâneo. Esta expansão deu, como resultado, uma série de rotas que partiam do porto de Barcelona (século XIII). As cinco principais rotas eram:
- A rota do norte de África (Tunísia, Argel, Trípoli) com o transporte de ouro e escravos.
- A rota das ilhas (Maiorca, Sicília, Sardenha...), com o transporte de sal e trigo.
- A rota de Bizâncio (até Constantinopla), com o transporte do algodão, especiarias e escravos.
- A rota de Ultramar (Chipre, Tiro, Damasco, Alexandria), era a grande rota das especiarias.
- A rota de Ocidente (até Bruges) desde onde se distribuíam os produtos orientais a toda Europa.

Esta atividades tão complexas e com tantos interesses comerciais, fizeram crescer aos órgãos retores de defesa e resolução de litígios, desde a agrupação de comerciantes e armadores para a defesa do porto até o direito das mercadorias, naves, rotas, portos, soldo dos marinheiros, seguros, naufrágios... com o aditamento de assegurar o trânsito das naves pelas rotas comerciais, frequentadas por piratas sarracenos ou corsários genoveses e venezianos.

## Sedes dos Consulados do Mar
O crescimento da atividade mercantil portuária na segunda metade do século XIII fez conveniente a criação da instituição do "Tribunal del Consolat de Mar", por privilégio de Pedro III de Aragão, concedido à cidade de Valência em 1283, quem dispôs que fosse regida pelos costumes de mar que estavam vigentes em Barcelona.
A criação dos consulados não coincide com a criação dos usos e costumes pelos quais deviam ser regidos. No caso do Consulado de Messina, os cônsules foram encarregues de redigir os usos, enquanto no de Barcelona foram encarregues de utilizar os costumes do mar que estavam já em uso em Barcelona.

### Na Coroa de Aragão
- 1283 — Pedro III autoriza a instalação do Consulado em Valência.
- 1326 — criação do consulado em Maiorca pelo infante Felipe, tutor de Jaime III de Maiorca,[6] confirmado em 1343 por Pedro IV de Aragão[6]
- 1347 — Fundação do Consulado do Mar em Barcelona.[3]
- 1363 — Fundação do Consulado do Mar em Tortosa.[3]
- 1385 — Fundação do Consulado do Mar em Gerona.
- 1387 — Fundação do Consulado do Mar em Perpignan.[3]
- 1443 — Fundação do Consulado do Mar em Sant Feliu de Guíxols.
- 1785 — Fundação do Consulado do Mar de Alicante.

### Organizações marítimas similares na Coroa de Castela
- 1494 Fundação da Universidade de Mercadores e Consulado de Burgos conhecida como Consulado de Burgos que substitui a Universidade de Mercadores de Burgos. Esta organização substitui a Irmandade das marismas.[7]
- 1511 A Universidade e Confraria dos mercadores e mestres da vila de Bilbau ou Confraria de mareantes de Bilbau passa a denominar-se Consulado, Casa de Contratação, Julgado dos homens de negócios de mar e terra e Universidade de Bilbau, ou, de jeito resumido, Consulado de Bilbau.[7]
- 1543 Fundação do Consulado de mercadores de Sevilha.[8]
- 1682 Fundação do Consulado de San Sebastián.[9]
- 1783 cria-se o chamado Consulado de Mar e Terra da muito nobre e muito leal cidade de Santander
- 1785 Fundação do Consulado do Mar de Málaga.[10]
- 1785 cria-se o Real Consulado da Corunha.

### Em outras cidades mediterrânicas
- 1063 — Consulado do Mar em Trani.[1]
- Consulado do Mar em Pisa.[1]
- Consulado do Mar em Messina.[1]
- Consulado do Mar em Chipre.[1]
- Consulado do Mar em Constantinopla.[1]
- Consulado do Mar em Veneza.[1]
- Em meados do século XII, Rogério I da Sicília concede um consulado a Messina, que passa a poder escolher dois cônsules entre os senhores de naves e mercantes. Os ditos cônsules tinham poder para estabelecer capítulos sobre os usos de mar e a maneira de reger o Consulado.[5]
- 1250 — Consulado do Mar em Génova: associam-se quatro cônsules de mar ao tribunal civil.[5]
- Consulado do Mar em Veneza.[5]
- 1448 — A 23 de Junho, é criado o Tribunal de commerce em Nice com autoridade para resolver conflitos comerciais tanto terrestres como marítimos.[11]
- 1463 — Fundação do Consulado do Mar em Montpellier.[1]
- 1626 — A 26 de Março, é criado o Consulat de la mer em Nice.[11][12]
- Século XVII — Consulado do Mar em Malta.[1]

## Consequências
A expansão e supremacia comercial e marítima da Coroa de Aragão, com os Consulados do Mar por toda Europa, teve, como consequência, que a compilação de direito marítimo feita em Barcelona com o nome de Livro do Consulado do mar transcendesse as fronteiras políticas em todo o Mediterrâneo e o levante do Atlântico. O Livro do Consulado do mar, elaborado sobre as bases dos costumes marítimos mediterrâneos, foi compilado entre 1260 e 1270 e a sua redação definitiva é de 1350.
Com a chegada da imprensa, em 1484 foi realizada a sua primeira edição em Valência. Escrito originariamente em catalão, o Livro do Consulado do Mar foi traduzido para outras línguas como o italiano, francês, inglês, castelhano, tendo sido base da legislação naval mercantil em vários países, mesmo em tempos modernos.
Com os Decretos de Nova Planta (1707-1716), foram suprimidos todos os Consulados do Mar na Coroa de Aragão, exceto em Maiorca e Barcelona. As normas do Livro do Consulado do Mar estiveram vigentes na Espanha até 1829, data na que foram substituídas pelo código de comércio espanhol, inspirado na legislação francesa.

## OLlibre del Consolat de MarouLivro do Consulado do Mar

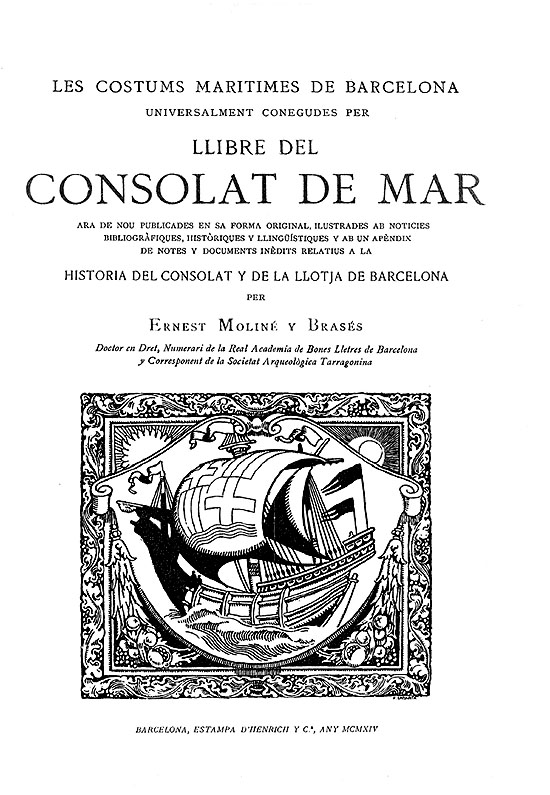
Edição de 1914 do Livro do Consulado do Mar, editado por Ernest Moliné i Brasés.

Embora parece claro que a origem do livro é Barcelona, e que a primeira redação foi feita em catalão, este foi um tema controvertido, no que três países disputaram-se a glória de ser os primeiros em redigi-lo: França (Marselha), Espanha (Barcelona e Tortosa) e Itália (Pisa).
No fim do século XVIII, A. Capmany i Monpalau deduz após estudar o tema que o livro do Consulado do Mar fora escrito em Barcelona entre 1258 e 1266. Aceitando a influência pisana, rebateu os argumentos que lhe davam uma origem italiana. Na mesma época, o sardo Domenico Azuni argumenta em favor da origem pisana, concebendo que, ao ser Pisa a primeira potência marítima da época, forçosamente devia ter a sua legislação marítima. O francês Pardessus no seu estudo Collection de lois maritimes anterieures au XVIII siècle discrepa de Azuni, considerando que a primeira cópia não é a latina que este estudara, senão que estava escrita em catalão. Conclui que se redigiu em Barcelona, mas entre 1340 e 1400, discrepando neste ponto de Capmany. Mais tarde, Wildscut, levando em conta que a compilação original não faz nenhuma referência às Letras de câmbio deduz que é anterior à primeira metade do século XIII.
O mérito do livro do Consulado do Mar ou Llibre del Consolat de Mar é que é a primeira obra que recopila as leis e costumes marítimos dispersos dos direitos romano, grego, bizantino, rodo, italiano, francês e espanhol.
Ao estabelecer, o rei Pedro III de Aragão, o primeiro consulado do mar da Espanha em Valência, ordenou que este aplicasse os usos e costumes marítimos de Barcelona, chamados costumes do mar. Também em Barcelona existiam outras normas marítimas denominadas Ordenações de Ribeira, que eram o que hoje chamar-se-iam 'Normas de Polícia do Porto e Águas Litorais.
Até à redação de l'Ordonnance de la Marine na França em 1681, o Livro do Consulado do Mar foi um código de direito marítimo vigente em todo o Mediterrâneo. Na Espanha, seguiu em uso até a implantação do Código de Comércio. Antes da sua compilação, eram utilizados como código marítimo as Tablas Amalfitanas, que eram, como ele, um conjunto de regras para regular o comércio marítimo redigidas em Amalfi,

### Edição barcelonesa de 1494 (Prefácio de Francesc Celelles)
A parte I consiste em 43 capítulos que prescrevem os métodos para escolher os Cônsules do Mar e os Juízes de Apelação em Valência, as competências jurídicas de cada um, e as regulações procedimentais das adjudicações de casos levados ante eles. Os artigos 44 e 45 foram descartados, provavelmente por ilegíveis, e referiam-se a carregamentos em direção a Alexandria
A parte II consistia nos artigos do 46 ao 334 das leis de 1343. A primeira área, do artigo 46 até o 297, ocupa-se dos costumes geralmente aceites do comércio marítimo, enquanto a segunda área, artigos de 298 até ao 334, ocupa-se do corso, pirataria, expedições de forças navais, comboios, seguro marítimo, letras de câmbio, e outras matérias diversas. Ao manuscrito original na Bibliotheque Nationale em Paris, a seguinte inscrição aparece no final do artigo 217: "El libre acaba aqui. Gloria a Jesus Cristo. Amen".
Existem várias cópias manuscritas medievais, se bem que um dos exemplos mais belos do ponto de vista artístico é o códice do "Consolat del mar" com iluminura de Domingo Crespi realizadas em 1407, conservado no Arquivo Histórico Municipal de Valência.

#### Primeiros advogados
O Artículo 43 prescreve o juramento de ofício para os advogados de Maiorca, decretado por Jaime I de Aragão, e promulgado antes de 1275. Não se sabe nem quando nem por quem foi imposto este juramento aos advogados de Barcelona e outras cidades.

### Outras edições
Uma das mais completas é a de 1914 devida a Moliné i Brasés que recolhe apenas os antigos costumes anteriores à primeira compilação, sendo completada com contribuições posteriores. Contém:
- O regulamento dos cônsules de mar de Valência. (1 a 45)
- Os costumes marítimos de Barcelona (46 a 297)
- As ordenações para buques armados que valiam ao corso e para armadas que saíam ao mar (298 a 334)
- O cronicão das promulgações.
- Os capítulos do Rei dom Pedro (1 a 40)
- As ordenações dos conselleres de Barcelona para o Consulado do Mar da Sicília
- As ordenações dos conselleres de Barcelona sobre fatos marítimos do 21 de Novembro de 1435
- Leis e ordenações do Recognoverunt Proceres sobre casos marítimos e mercantis.
- As ordenações dos conselleres de Barcelona sobre seguros marítimos.
- Os capítulos e ordenações da Corte General do Capítulo geral de Barcelona de 8 de Outubro de 1481.